# Zbigniew Biernat (prezydent Gdyni)
Zbigniew Jan Biernat (ur. 7 sierpnia 1934 w Gdyni, zm. 19 stycznia 2013) – prezydent Gdyni w latach 1985–1990.

## Życiorys
W 1964 wstąpił do Polskiej Zjednoczonej Partii Robotniczej. Był członkiem Egzekutywy Komitetu Miejskiego tej partii w Gdyni i II, następnie zaś I sekretarzem Komitetu Zakładowego PZPR w Stoczni im. Komuny Paryskiej w tym mieście (od 1 stycznia 1982 do stycznia 1985). Do 20 października 1986 do stycznia 1990 należał do Komitetu Wojewódzkiego PZPR w Gdańsku. 
Przed objęciem funkcji prezydenta Gdyni sprawował funkcję wiceprezydenta tego miasta. Był także członkiem Miejskiej Rady Narodowej Gdyni. W 1987 brał udział w powitaniu papieża Jana Pawła II na lotnisku w Gdyni-Babich Dołach podczas jego trzeciej pielgrzymki do Polski.
Pochowany na cmentarzu Witomińskim w Gdyni (kwatera 50-14-4).

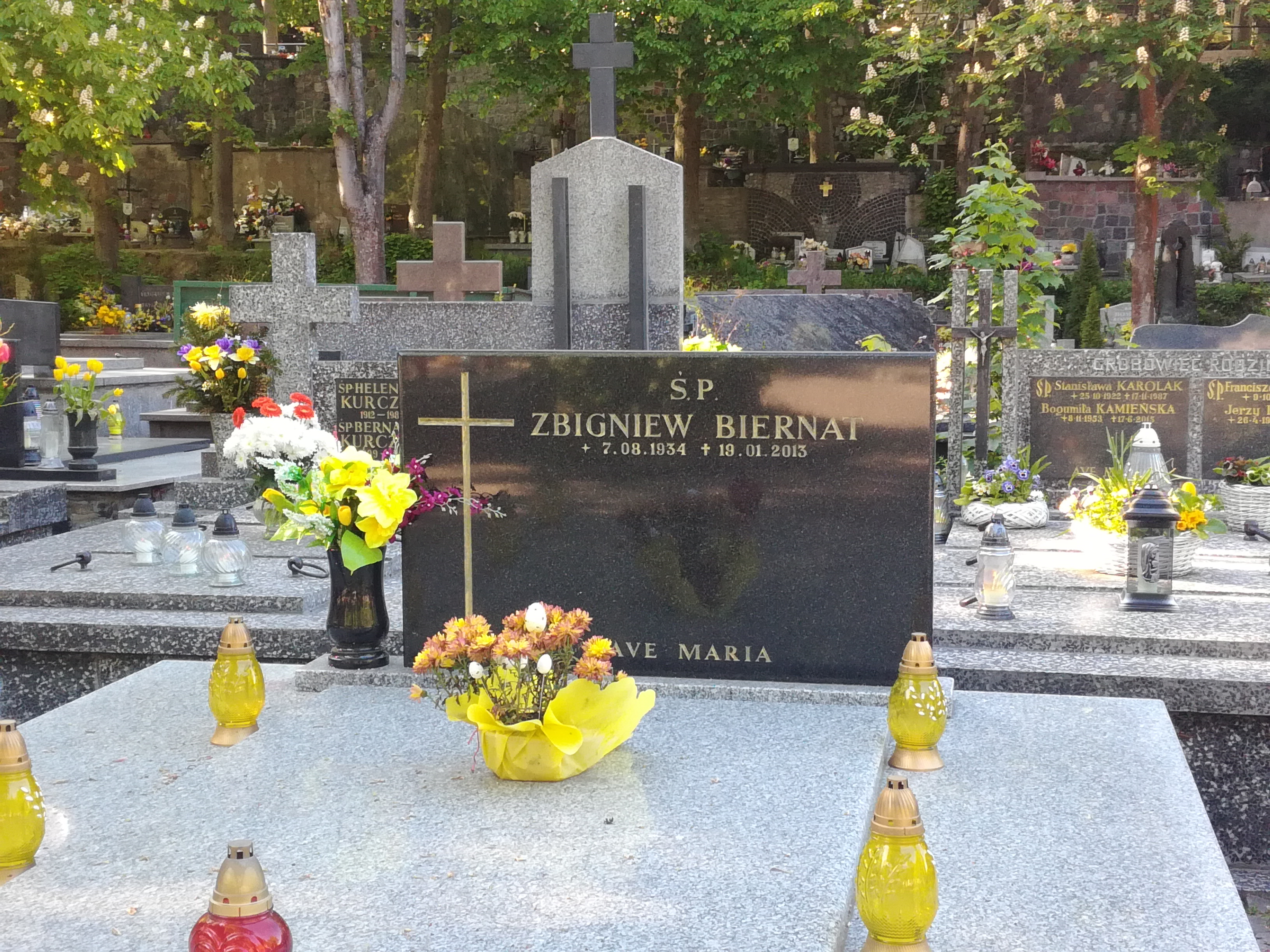
Grób Zbigniewa Biernata na cmentarzu Witomińskim